# Resolución 2249 del Consejo de Seguridad de las Naciones Unidas
La resolución 2249 del Consejo de Seguridad de Naciones Unidas, aprobada unánimemente el 20 de noviembre de 2015, después de reafirmar las resoluciones 1267 (1999), 1368 (2001), 1373 (2001), 1618 (2005), 1624 (2005), 2083 (2012), 2129 (2013), 2133 (2014), 2161 (2014), 2170 (2014), 2178 (2014), 2195 (2014), 2199 (2015) y 2214 (2015), condena los ataques perpetrados por el Estado Islámico en junio en Susa, Túnez, en octubre en Ankara, Turquía, y sobre el Sinaí, y en noviembre en Beirut y en París, y define la amenaza de la organización terrorista del Estado Islámico como global y sin precedentes. En consecuencia, acuerda una respuesta coordinada como nunca antes se había producido, exhortando a los Estados miembros a adoptar todas las medidas necesarias y conformes con el derecho internacional sobre el territorio controlado por Estado Islámico en Siria e Irak con el fin de prevenir y reprimir los actos terroristas del Estado Islámico y otros grupos terroristas como el frente Al-Nusra o los asociados a Al-Qaeda y de erradicar el refugio seguro que han establecido en partes importantes de Siria e Irak.